# Yarrella blackfordi
Yarrella blackfordi és una espècie de peix pertanyent a la família Phosichthyidae.

## Descripció
- Pot arribar a fer 33 cm de llargària màxima.
- 14-17 radis tous a l'aleta dorsal i 28-31 a l'anal.
- És de color negre amb algunes aletes fosques.
- Les aletes pectorals i pèlviques són incolores.[5][6]

## Depredadors
Als Estats Units és depredat per Merluccius albidus.

## Hàbitat
És un peix marí, mesopelàgic (els adults viuen a 500-700 m de fondària), oceanòdrom i batipelàgic que viu entre 350 i 1.000 m de fondària i entre les latituds 21°N-19°S.

## Distribució geogràfica
Es troba a l'Atlàntic oriental (des del cap Blanc -Mauritània- fins a Angola i Walvis Bay -Namíbia-) i l'Atlàntic occidental central (el golf de Mèxic i Cuba).

## Observacions
És inofensiu per als humans.